# سیمون سیانسیو
سیمون سیانسیو (انگلیسی: Simone Ciancio؛ زادهٔ ۱۸ ژوئیهٔ ۱۹۸۷) بازیکن فوتبال اهل ایتالیا است.
از باشگاه‌هایی که در آن بازی کرده‌است می‌توان به باشگاه فوتبال کوزنتسا کالچو، باشگاه فوتبال آلساندریا، باشگاه فوتبال لچه، باشگاه فوتبال چیتادلا، باشگاه فوتبال سمپدوریا، و باشگاه فوتبال یووه استابیا اشاره کرد.